# Rogas annulifemur
Rogas annulifemur är en stekelart som först beskrevs av Günther Enderlein 1920.  Rogas annulifemur ingår i släktet Rogas och familjen bracksteklar. Inga underarter finns listade i Catalogue of Life.